# Literatura cebuana
La literatura cebuana se refiere a las obras literarias escritas en cebuano, una lengua ampliamente hablada en el sur de Filipinas. A menudo se usa el término también para cubrir las formas literarias orales de lass épocas indígena y colonial de Filipinas.
Mientras que la mayoría de escritores en cebuano son de las Visayas y de Mindanao, la principal revista literaria, la Bisaya Magasin, está basada en Makati, en Metro Manila; al mismo tiempo, hay una nutrida comunidad de escritores en cebuano residiendo fuera del país. Así pues, la literatura cebuana abarca toda la producción escrita en cebuano, sea cual sea el origen de sus autores.

## Historia

### Los orígenes de la literatura cebuana
La literatura cebuana, como la mayor parte de literaturas en Filipinas, comenzó con fábulas y leyendas de los primeros pueblos y en el periodo colonial, con influencias mexicanas (Virreinato de Nueva España) y españolas. A pesar de que la existencia de un sistema de escritura prehispánico está atestiguado en Luzón,  hay prueba que el baybayin estaba extendido también en las Bisayas. La mayoría de la literatura producida durante aquel periodo era oral y fue documentada por el jesuita español Fray Ignacio Francisco Alzinal. Durante el periodo colonial español, el tema religioso era predominante, con Novenas y gozos, destacando el Bato Balani para el Santo Niño.
La primera obra literaria cebuana es Maming, relato escrito por Vicente Sotto, considerado el padre de la literatura cebuana. La historia fue publicada en el primer número (16 de julio de 1900) de su periódico Ang Suga. Dos años más tarde, Sotto escribió, dirigió y produjo la primera obra de teatro en cebuano, Elena, estrenada en el Teatro Junquera (en la actual Cebú) el 18 de mayo de 1902. Esta obra teatral estableció de manera definitiva la reputación de Sotto como escritor, quien dedicó la obra teatral de la siguiente manera: "A mi PAtria, para que tenga recuerdo de la gloriosa revolución que libró de la esclavitud. Te dedico esta humilde obra."
Vicente Sotto atacó las formas decadentes del género linambay en las páginas del periódico Ang Suga. Un amigo le desafió a que escribiera su propia obra teatral, ya que siempre estaba atacando el género linambay. Como respuesta, Sotto escribió "Ang Paghigugma sa Yutang Nataohan" (Amor de la Tierra Nativa), la cual supuso todo un exitoso; Sotto organizó entonces la Compañía de Aficionados Filipinos. En ese mismo año, Sotto escribió dos obras teatrales más: "Elena", la cual trata del amor de una chica por un insurrecto; y "Aurora", que trata un escándalo que implica a los sacerdotes y las monjas del Colegio de la Inmaculada Concepción. El realismo del teatro en Cebuano se extendió hasta el punto que el propio Sotto fue víctima del movimiento que había creado, cuando, con anterioridad a su candidatura a alcalde en 1907, una obra titulada "Ang Taban", escrita por Teodulfo V. Ylaya, fue estrenada en 1906, cuyo tema era una acusación de secuestro que implicaba a Sotto.

### Desarrollo de la literatura cebuana durante la Mancomunidad
Durante el periodo americano, Ang Suga se convierte en el medio de publicación para los escritores cebuanos. Así, una comunidad de escritores va creciendo lentamente, para incluir nombres como Florentino Rallos, Filomeno Veloso, Marcial Velez, Timoteo Castro, Segundo Cinco, Vicente Ranudo, Dionisio Jakosalem, Selestino Rodríguez, Filomeno Roble, Juan Villagonzalo, Leoncio Avila y Filemon Sotto. La mayoría de estos escritores estuvo reconocido por la generación inmediatamente posterior, como lo prueba el uso de sus nombres en calles importantes de Cebú; no obstante, su posterior influencia para la cultura cebuana terminó perdiéndose para las generaciones sucesivas. Juan Villagonzalo fue el primer en escribir una novela en cebuano.
Cuatro novelas típicas sobre el tema de amor, escritas por escritores populares durante el periodo americano, representarían los esfuerzos subconscientes, pero colectivos, de los escritores de antes de la guerra por crear un núcleo común de significados y valores frente a la nueva cultura americana. Éstas son Felicitas,  por Uldarico Alviola en 1912; Mahinuklugong Paglubong Kang Alicia ("El entierro triste de Alicia"), por Vicente Garces en 1924; Apdo sa Kagul-anan ("Amargura de melancolía"), por Angel Enemecio en 1928-29; y Ang Tinagoan ("El Secreto"), por Vicente Rama en 1933-34. Mientras Felicitas y Paglubong afirman el valor de la fidelidad marital y Apdo el de castidad femenina, Tinagoan desafía el valor emergente que tolera divorcio. Tales novelas estuvieron vistas como muestras ficcionalizadas de las posiciones, tradiciones y prácticas de sus escritores, las cuales se sometían a debate en la etapa escolar y dentro de las páginas de revistas.
El periodo anterior a la guerra es considerado a veces en Filipinas como la Edad de Oro de la literatura vernácula, con los años 30 marcando un límite entre dos tipos de escritura popular: la de tipo propagandístico y la literatura comercial de tipo escapista que proliferó desde el periodo de la Mancomunidad Filipina (Commonwealth). En el año 1930, la revista Bisaya Magasin empezó publicar en cebuano.
En 1936, los escritores cebuanos empezaron a publicar antologías; los lectores se comprometieron en una crítica literaria amateur; las quejas de plagio empezaron a aumentar en las noticias semanales. Revistas que publicaban escritura creativa empezaron a proliferar, aunque la mayor parte de ellas tuvieron un corto recorrido.
La considerada primera novela de contenido feminista en cebuano, Lourdes, fue escrita por Gardeopatra G. Quijano y se publicó por entrehas entre el 26 de mayo y el 23 de septiembre de 1939 la revista más popular del periodo de pre-guerra: Bag-ong Kusog ("Nueva Fuerza"). 

### Expansión de la literatura cebuana
El difunto novelista y Artista Nacional filipino de literatura, N. V. M. González, llegó a predecir que la literatura filipina en inglés moriría, dejando tras de sí las literaturas regionales (literatura ilokana, literatura waray, etc.). En el caso de la literatura cebuana ha terminado siendo, en efecto, el caso .
Algunos de los escritores y poetas prominentes de Bisayas y Mindanao que solían escribir en inglés se pasaron al cebuano. Entre ellos están los davaoeños Macario Tiu, Don Pag-usara, y Satur Apoyon; y los cebuanos Ernesto Lariosa (premio Focus Philippines Poetry en 1975) y Rene Amper (Premio Palanca de poesía en lengua inglesa en dos ocasiones). Estos gigantes de la literatura cebuana contribuyen con regularidad en la revista Bisaya Magasin; su cambio del inglés al cebuano ha influido a jóvenes escritores en inglés de Cebú y Mindanao a hacer lo propio. Entre ellos se cuentan Michael Obenieta, Gerard Pareja, Adonis Durado, Januar Yap, Jeneen Garcia, Marvi Gil, Delora Ventas, Cora Almerino y Raul Moldez.
En 1991, el poeta Ernesto Lariosa recibió una subvención del Centro Cultural de las Filipinas, que usó para introducir en la poesía cebuana lo que se ha denominado las Cuatro S: sentido social, sonido e historia (por el inglés story). La lengua usada era suelta y desprovista de metáforas fuertes, la lengua de la casa y de las calles. La escritora y académica Dr. Erlinda Alburo, directora del Centro de Estudios Cebuanos de la Universidad de San Carlos notó, en un foro patrocinado en 2003 por el gremio de teatro de la universidad, que los escritores jóvenes (presentados arriba) han dado una voz nueva a los géneros de ficción en cebuano. Han introducido estilos modernos de escritura moderna, han experimentado con la lengua y explorado temas nunca tratados antes por sus predecesores.
En los tiempos actuales están emergiendo numerosas publicaciones que presentan ficción y poesía en cebuano. La propiedad de la revista literaria de facto, Bisaya Magasin, fue transferida de Liwayway Publising, Inc. (de capital chino) al Bulletin Publishing de Napoleon Rama en 2003, acompañada de un cambio en el diseño, las políticas de aceptación y un aumento en los pagos de los colaboradores.
Aparte de la revitalización de Bisaya Magasin, las editoriales basadas en Cebú han comenzado a publicar tabloides en la lengua (Banat News, de Freeman Publications; SunStar SuperBalita, de SunStar Publications), cuya circulación es mayor que la de sus equivalentes en inglés. 
El Taller Nacional de Escritores de la Universidad de Filipinas (celebrado cada mes de octubre) y el Taller Nacional de Escritores de Iligan (cada verano) han reservado espacio para los escritores cebuanos y en cada edición, loos panelistas analizan y discuten trabajos cebuanos.
En 1998, los premios conmemorativos Carlos Palanca de literatura abrieron una categoría de literatura cebuana.